# الطبري (صنعاء القديمة)

تعديل مصدري - تعديل

حارة الطبري هي إحدى حارات مدينة صنعاء القديمة، بلغ تعداد سكانها 4123 نسمة حسب تعداد اليمن لعام 2004.